# Philadelphia-Experiment

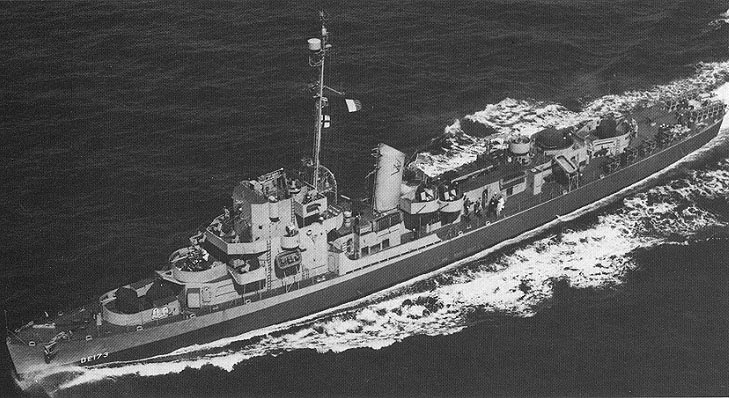
Die Eldridge, ca. 1944

Das Philadelphia-Experiment ist eine Legende um ein Experiment mit einer Tarntechnologie, das in den Vereinigten Staaten während des Zweiten Weltkriegs durchgeführt worden sein soll.
Die Legende geht auf öffentliche Briefe eines einzelnen Augenzeugen zurück, des Matrosen Carlos Miguel Allende alias Carl Meredith Allen, der erstmals zwölf Jahre nach dem angeblichen Experiment diese Behauptungen aufstellte. Demzufolge soll der Geleitzerstörer Eldridge vollkommen unsichtbar geworden und sogar kurzzeitig plötzlich im 500 Kilometer entfernten Hafen von Norfolk, Virginia erschienen sein, bevor er in Philadelphia, Pennsylvania rematerialisierte.

## Der Mythos des Philadelphia-Experiments
Die Geschichte des Philadelphia-Experimentes basiert auf den sogenannten Allende-Briefen.
Das Philadelphia-Projekt trug ursprünglich den Codenamen Rainbow.
In den frühen 1940er Jahren experimentierte die US-Marine mit Verfahren zum magnetischen Eigenschutz, um ihre Schiffe unempfindlicher gegen die mit Magnetzündern arbeitenden Torpedos der deutschen U-Boote zu machen und nicht, wie oft behauptet wurde, um eine Antiradartechnologie zu entwickeln.
Gemäß der Aussage des Augenzeugen Carl Meredith Allen soll im Oktober 1943 bei einem Test mit einem starken Kraftfeld das Schiff USS Eldridge auf hoher See optisch unsichtbar gemacht worden sein. Allen wurde angeblich Augenzeuge, als er auf einem Schiff der Handelsmarine im gleichen Konvoi fuhr. Alles, was geblieben sei, sei für 15 Minuten der Kielabdruck des Schiffes im Wasser gewesen.
Die Auswirkungen auf die Besatzung des Schiffes seien verheerend gewesen. Einige seien mit dem Schiff verschmolzen, andere verbrannt, spurlos verschwunden oder hätten geistigen Schaden genommen. Noch Jahre später sollen sich vereinzelt Beteiligte spontan in Luft aufgelöst haben oder schweren Erkrankungen erlegen sein.
Bei einem anderen Vorfall soll das Schiff aus dem Hafen von Philadelphia verschwunden und im Marinestützpunkt Norfolk aufgetaucht sein. Innerhalb von Sekunden kehrte das Schiff dann nach Philadelphia zurück. Allen räumte jedoch ein, davon nur gehört zu haben.
Die United States Navy bestreitet, dieses Experiment durchgeführt zu haben.
Alle Fakten, Versuchsanordnungen und sonstigen sogenannten Beweise seien erfunden. Der Augenzeuge dieses Vorfalles, Carl Meredith Allen, sei ein Schwindler, der einfach mit einer erfundenen Geschichte Geld machen wolle. Das Naval Historical Center veröffentlichte die Logbücher der USS Eldridge von der Indienststellung am 27. August 1943 bis Ende 1943. Ihnen zufolge war das Schiff in dieser Zeit nie in Philadelphia.

## Fakten
Ein starkes Magnetfeld allein kann nicht für optische Unsichtbarkeit sorgen, schon gar nicht für eine Teleportation.
Für den Weg von Philadelphia nach Norfolk gibt es zwei Möglichkeiten. Der übliche Weg verläuft über den offenen Atlantik an der Küste der Delmarva-Halbinsel entlang; ein zweiter, kürzerer Weg führt durch den Chesapeake and Delaware Canal in die Chesapeake Bay, über den Schiffe sehr viel schneller von einem Hafen zum anderen gelangen konnten. Wenn die Eldridge über diesen Kanal zwischen Norfolk und Philadelphia gependelt ist, konnte dies möglicherweise bei Beobachtern, die die normale Strecke fuhren, zu einer Irritation führen.
Keiner der Kameraden von Carl Meredith Allen bestätigte oder dementierte dessen Bericht. Sie beschrieben ihn allerdings als sehr intelligent und leicht verwirrt.

## Medien

### Film
- Der letzte Countdown (The Final Countdown) (1980), Regie: Don Taylor
- Das Philadelphia Experiment (The Philadelphia Experiment) (1984), Regie: Stewart Raffill
- Philadelphia Experiment II (1993), Regie: Stephen Cornwell
- Bermuda Dreieck – Tor zu einer anderen Zeit (The Triangle) (2007), Regie: Craig R. Baxley
- Das Philadelphia Experiment – Reactivated (2012), Regie: Paul Ziller
- Devil’s Pass (2013), Regie: Renny Harlin

### Serien
- In der Serie Warehouse 13 erlaubt es das Schiffsbarometer der USS Eldridge, die Zeit für wenige Sekunden anzuhalten, um dem Besitzer des Barometers einen kleinen zeitlichen Vorteil zu gewähren.
- In Episode 5 der ersten Staffel der Serie Loki erscheint kurzzeitig die USS Eldridge in der „Leere am Ende der Zeit“. Dies suggeriert, dass in einer Abzweigung der Realität das Philadelphia-Experiment tatsächlich stattgefunden habe, und dass diese Abzweigung im Auftrag der Zeithüter zurückgesetzt worden sei.
- In der Star Trek Serie Raumschiff Enterprise – Das nächste Jahrhundert Staffel 7 Folge 12 Das Pegasus-Projekt geht es um ein ähnliche Geschichte. Die USS Pegasus, soll geborgen werden. Dabei wird aufgedeckt, dass auf dem Schiff illegale Experimente mit einer Interphasentarnvorrichtung durchgeführt wurden, wodurch das Schiff in der Lage war sich zu tarnen und feste Materie zu durchqueren. Durch eine Fehlfunktion ist das Schiff aber mit einem Asteroiden verschmolzen.

### Computerspiel
- Im Computerspiel Command & Conquer: Alarmstufe Rot von 1996 spielt die Chronosphäre – ein fiktives Gerät, mit dem Militäreinheiten vorübergehend an einen anderen Ort teleportiert werden können – eine entscheidende Rolle. In einer Zwischensequenz sieht man ein an das Philadelphia-Experiment angelehntes Video, in dem ein Kriegsschiff verschwindet und wieder erscheint, worauf der führende Entwickler Albert Einstein „einige Verluste“ beklagt.[5][6]